# Campoctonus australis
Campoctonus australis là một loài tò vò trong họ Ichneumonidae.